# Doom Patrol
Doom Patrol és un equip de superherois de DC Comics. L'original Doom Patrol va aparèixer per primera vegada a My Greatest Adventure núm. 80 (publicat el 18 d'abril de 1963 amb data de portada de juny de 1963), i va ser creat pels escriptors Arnold Drake i Bob Haney, juntament amb l'artista Bruno Premiani. Doom Patrol ha aparegut en diferents encarnacions en múltiples còmics, i s'ha adaptat a altres mitjans. El creador i els seguidors de la sèrie han sospitat que Marvel Comics va copiar el concepte bàsic per crear els X-Men, que van debutar uns mesos després.
Doom Patrol és un grup de superpoderosos inadaptats els "regals" dels quals els van causar alienació i trauma. Anomenats com "els herois més estranys del món" per l'editor Murray Boltinoff, l'equip original incloïa el Chief (Niles Caulder), Robotman (Cliff Steele), Elasti-Girl (Rita Farr) i Negative Man (Larry Trainor); Beast Boy (Garfield Logan) i Mento (Steve Dayton) es van unir poc després. L'equip va continuar sent els personatges destacats de My Greatest Adventure, que es va retitular Doom Patrol a partir del número 86 (març de 1964). La sèrie original es va cancel·lar el 1968 quan Drake va matar l'equip al número 121, l'últim d'aquesta sèrie, (setembre-octubre de 1968). Des de llavors, hi ha hagut sis sèries de Doom Patrol, amb Robotman com a únic personatge que apareix en totes.

## Història de la publicació

### My Greatest Adventure:Doom Patrol(volume 1)
Doom Patrol va aparèixer per primera vegada l'any 1963, quan el títol de DC My Greatest Adventure, una antologia d'aventures, s'estava convertint en un format de superherois. La tasca, assignada a l'escriptor Arnold Drake, era crear un equip que s'ajustés a aquests dos formats. Amb el també escriptor Bob Haney i l'artista Bruno Premiani, va crear Doom Patrol, un equip de superpoderosos inadaptats que eren considerats monstres pel món en general. Segons Drake, l'editor Murray Boltinoff li va dir que My Greatest Adventure estava en perill de cancel·lació i que volia que creés una nova sèrie que poguès salvar-la. Boltinoff estava entusiasmat amb el llançament inicial de Drake amb Elasti-Girl i Automaton (canviat a Robotman per la tercera aparició de l'equip, número 82), però Drake volia un tercer personatge i va demanar l'ajuda d'Haney per arribar a Negative Man. L'equip es va anunciar inicialment com "The Legion of the Strange" (La Legió de l'Estrany).
Doom Patrol es va anunciar a la portada de My Greatest Adventure nº 80 (data de portada juny de 1963). Drake i Haney van idear junts la trama del número, i després cadascun va escriure la meitat de la història de manera independent (Drake la primera meitat, Haney la segona). El Doctor Niles Caulder va motivar a la Doom Patrol original, amargada d'estar aïllada del món, a utilitzar els seus poders per al bé general. My Greatest Adventure es va retitular oficialment The Doom Patrol a partir del número 86.
En una entrevista, Drake va parlar de la concepció de Doom Patrol.
| « | Murray Boltinoff the editor, came to me one day, or I went to him one day and he said, "We're having a lot of trouble with My Greatest Adventure, it's starting to lay an egg. The era of the superhero has taken over completely. My Greatest Adventure has ordinary heroes. We need some kind of superhero to punch it up." So I said okay, went out and came back a couple of hours later with the basic idea about the man in the wheelchair who is the great brain, and runs this group of superheroes who hate being superheroes. That was the new aspect. That was the thing that made Doom Patrol different, these people hated being superheroes. And they were a little bit self-pitying, just a little bit, and the chief was constantly telling them, "Stop crying in your beer." That made them something that wasn't around at the time. | » |

Els membres de la Doom Patrol sovint es barallaven i tenien problemes personals, una cosa que ja era habitual entre els equips de superherois publicats per Marvel Comics com Els Quatre Fantàstics, però que era novedós entre formacions de DC. La galeria d'enemics de Doom Patrol va coincidir amb el to estrany de la sèrie. Els malvats incloïen el General Immortus, que busca la immortalitat, l'Animal-Vegetable-Mineral Man que canvia de forma i la Brotherhood of Evil (Germandat del Mal) dirigida per Brain, un cervell incorpori mantingut viu per mitjà de la tecnologia. La Brotherhood of Evil també incloïa l'intel·ligent goril·la Monsieur Mallah i Madame Rouge, a qui se li va donar poders similars als d'Elongated Man, amb l'atribut addicional d'una cara mal·leable, que li permetia suplantar a diverses persones.
The Doom Patrol va tenir dos encreuaments: un amb els Challengers of the Unknown, fent equip per lluitar contra Multi-Man i Multi-Woman; i un altre amb the Flash a The Brave and the Bold nº 65.
Quan la popularitat del serial va disminuir, l'editor el va cancel·lar. Drake va matar tota la Doom Patrol al número final, Doom Patrol núm. 121 (setembre-octubre de 1968) on Doom Patrol va sacrificar la seva vida a Madame Rouge i al General Zahl per salvar el petit poble de pescadors de Codsville, Maine. Aquesta va ser la primera vegada que es va concloure un títol de superherois cancel·lat amb la mort del seu repartiment. L'artista Bruno Premiani i l'editor Murray Boltinoff van aparèixer al principi i al final de la història, demanant als fans que escriguessin a DC per ressuscitar Doom Patrol, encara que se suposava que aquest últim era Arnold Drake. Segons l'escriptor, va ser substituït per l'editor perquè acabava de dimitir per una disputa salarial i es va traslladar a Marvel Comics. Va acabar el guió només per amistat amb Boltinoff. Uns anys més tard, van aparèixer tres números més, reimpressions de números anteriors (els núm. 89, 95 i 90 van aparèixer novament com a núm. 122, 123 i 124 respectivament). Un renaixement adequat de Doom Patrol no es va produir fins al 1977, nou anys després de la desaparició de l'original.
Existeixen algunes similituds entre el Doom Patrol original i els X-Men originals de Marvel Comics; Marvel va reconèixer la similitud en el seu títol d'humor Not Brand Echh. Tots dos inclouen superherois inadaptats rebutjats per la societat i tots dos estan dirigits per homes d'intel·ligència sobrenatural que utilitzen cadires de rodes. Aquestes similituds van fer que l'escriptor de la sèrie Arnold Drake argumentés que el concepte dels X-Men s'havia d'haver basat en la Doom Patrol:
| « | (anglès) ...I've become more and more convinced that [Stan Lee] knowingly stole The X-Men from The Doom Patrol. Over the years I learned that an awful lot of writers and artists were working surreptitiously between [Marvel and DC]. Therefore from when I first brought the idea into [DC editor] Murray Boltinoff's office, it would've been easy for someone to walk over and hear that [I was] working on a story about a bunch of reluctant superheroes who are led by a man in a wheelchair. So over the years, I began to feel that Stan had more lead time than I realized. He may well have had four, five, or even six months. | (català) ...M'he convençut cada cop més que [Stan Lee] va robar conscientment els X-Men de The Doom Patrol. Amb els anys vaig saber que una gran quantitat d'escriptors i artistes treballaven de manera subrepticia entre [Marvel i DC]. Per tant, des que vaig portar la idea per primera vegada a l'oficina de [l'editor de DC] Murray Boltinoff, hauria estat fàcil que algú s'apropés i escoltés que [estava] treballant en una història sobre un grup de superherois reticents que estan dirigits per un home en cadira de rodes. Així que amb els anys, vaig començar a sentir que Stan havia tingut més temps del que em pensava. Pot ser que hagués tingut quatre, cinc o fins i tot sis mesos. | » |

En una entrevista poc abans de la seva mort el 2007, Drake va adoptar una posició més moderada, afirmant que, tot i que és possible que Lee prengués les seves idees de Doom Patrol, també podria haver arribat a un concepte similar de manera independent: "Com que estàvem treballant en el mateix material, i si feu prou d'aquestes coses, tard o d'hora, semblarà que us imitareu".
La Doom Patrol i els X-Men tenen moltes similituds. Ambdues sèries presenten històries que mostren els protagonistes lluitant amb el mantell de l'heroisme. Tots dos equips estan orientats a la família amb problemes interns que es resol amb l'ajuda d'altres membres de l'equip. I tots dos comparteixen alguns dels mateixos escriptors com Grant Morrison i John Byrne. Tanmateix, mentre que la Doom Patrol tendeixen a viure aventures estranyes i estrafalàries, els X-Men solen centrar-se més en els temes del racisme i els prejudicis.
Els quatre personatges principals de la sèrie original tenen molt en comú amb els membres d'Els Quatre Fantàstics. Tots dos equips, formats per una dona i tres homes, tenen un membre amb poders d'estirament, un altre amb gran força atrapat en un cos taronja distorsionat o inhumà, i un tercer la forma del qual sembla ardent de foc o energia. Es pot ampliar la comparació dient que el quart membre és invisible o treballa entre bastidors. Això ha inspirat l'especulació dels fans que The Doom Patrol es va inspirar o imitar la sèrie anterior. John Byrne, que ha escrit i dibuixat els tres conjunts de personatges, ha escrit que "M'agradaria que algú preguntés a Arnold Drake sobre les similituds de Doom Patrol amb els Quatre Fantàstics, en lloc de plantejar sempre la comparació amb els X-Men".

### Showcase: Paul Kupperberg'sDoom Patrol
L'escriptor Paul Kupperberg, un fan de Doom Patrol des de feia temps, i l'artista Joe Staton van presentar un nou equip a Showcase núm. 94 (agost-setembre de 1977). Llavors, DC estava preparant històries per al revival de Showcase: la sèrie era inicialment una antologia que presentava nous personatges que podrien llançar-se a la seva pròpia sèrie si demostraven ser prou populars, i Showcase núm. 94 va ser el primer número nou de la sèrie en gairebé set. anys. L'editor Paul Levitz va dir a Kupperberg i Staton que fessin una presentació de Doom Patrol. Kupperberg va optar per crear una nova formació perquè volia respectar la història en què la Doom Patrol trobava la seva mort, i es va inspirar en l'aleshores recent "all new, all-diferent X-Men" (totalment nous i diferents X-Men) de Len Wein i Dave Cockrum. Kupperberg ha dit des d'aleshores que no està orgullós del reinici, remarcant que "[m'estava] perdent el punt de la Doom Patrol. El grup original eren estranys i monstres, mentre que els meus nous eren només superherois de còmics. Jo era jove i sense experiència i era nou a escriure, amb uns dos anys al meu haver abans d'aconseguir el treball."
El nou equip està dirigit per Celsius (Arani Desai), l'esposa mai vista del Chief, que recrea la Doom Patrol per protegir-se del General Immortus. Robotman és l'únic supervivent de la Doom Patrol original, i el seu cos en ruïnes és substituït per un de nou i futurista construït pel Dr. Will Magnus. L'esperit negatiu ara posseeix la cosmonauta russa Valentina Vostok, fent d'ella la Negative Woman (tot i que la seva presència no la fa radioactiva), i és capaç de transformar el seu propi cos en la seva forma en lloc d'enviar-lo sota control. L'últim membre és Tempest, també conegut com Joshua Clay, un veterà/desertor del Vietnam que dispara explosions d'energia amb les seves mans.
Aquesta nova versió de l'equip no va rebre la seva pròpia sèrie després de la seva prova de tres números. Kupperberg va dir que això era probablement a causa de les baixes vendes, ja que fins i tot en els mesos anteriors a la Implosió de DC no va sentir cap paraula d'una nova sèrie Doom Patrol. No obstant això, l'equip va rebre una sèrie d'aparicions com a convidats en diversos títols de DC, com ara Superman Family (en un arc de tres parts al serial de Supergirl que estava destinat a la recentment cancel·lada Super-Team Family), DC Comics Presents (unint-se amb Superman en una història que va revelar que els poders de Vostok havien canviat per coincidir exactament amb els de Larry Trainor) i Supergirl. Robotman també va aparèixer com a personatge secundari ocasional a l'etapa de Marv Wolfman i George Pérez de Teen Titans, on es va revelar que Changeling, abans associat de a Beast Boy, havia organitzat que els tècnics de Dayton Industries recreessin el disseny del cos de Caulder per a Cliff. La seva primera història aquí va tenir-lo a ell i els Titans enfrontats amb la Brotherhood of Evil, Madame Rouge i el General Zahl, els assassins de la Doom Patrol original, que van morir en la batalla.
Eclipse Comics va publicar Doom Patrol: The Official Index amb portades dibuixades per John Byrne el 1984. La sèrie de dues parts va incloure totes les seves aparicions, des de My Greatest Adventure núm. 80 fins a la seva última aparició abans del retorn dels anys 80.

### Rellançament post-Crisis(volum 2, part 1)
L'entusiasme de Kupperberg per la Doom Patrol es va mantenir i, a més d'escriure algunes de les aparicions posteriors a Showcase de l'equip, finalment va escriure una proposta per a una nova sèrie de Doom Patrol. La proposta va tenir llum verda i Kupperberg va establir les bases de la nova sèrie escrivint el Secret Origins Annual #1 il·lustrat per John Byrne, publicat el 1987, que resumia els orígens de les dues iteracions de Doom Patrol que havien existit fins llavors. L'octubre de 1987, DC va rellançar Doom Patrol, escrit per Kupperberg i il·lustrat per Steve Lightle. Lightle va assumir l'encàrrec amb reticència, després d'haver llegit el nou Doom Patrol de Kupperberg a Showcase núm. 94–96, que no li havia agradat, i aviat va renunciar a causa de diverses queixes, com ara no estar involucrat en la trama del còmic malgrat que l'editor va prometre repetidament que hi estaria. Va ser substituït per un jove Erik Larsen després del número 5. Kupperberg va comentar més tard: "M'agrada el treball d'Erik, però no crec que fos exactament adequat per a Doom Patrol. A dir la veritat, no crec que ni l'Erik ni jo estiguéssim contents amb l'acord, però vam fer tot el possible perquè funcionés." Per la seva banda, Larsen va dir que estava perfectament content amb la sèrie, en part perquè en les poques ocasions en què no li agradava un aspecte de les trames de Kupperberg, simplement revisava la trama quan dibuixava el número. En retrospectiva, Larsen va considerar que aquesta pràctica superava els seus límits, però va dir que l'editor mai s'hi va oposar.
Aquesta encarnació era una sèrie de superherois més convencional que el volum original. Incloïa nous membres que van ser contractats per a l'equip: la noia forta Lodestone (Rhea Jones) amb poder magnètic; Karma (Wayne Hawking), el poder psíquic del qual fa caure sobre ell mateix qualsevol que intenti atacar-lo; i Scorch (Scott Fischer), el cos del qual genera quantitats fenomenals de calor concentrada a través de les seves mans, que li obliga a portar guants de protecció en tot moment. Un DC Comics Bonus Book va aparèixer al número 9 (juny de 1988). Segons Kupperberg, les vendes de la sèrie "van començar bé i van baixar fins al punt que vaig ser eliminat del llibre i substituït per Grant Morrison amb l'esperança que pogués salvar el títol".

### Doom Patrolde Grant Morrison (volum 2, part 2)
Després dels primers 18 números (i diversos encreuaments i anuals), Kupperberg va ser substituït per Grant Morrison i el còmic ja no es va presentar a la CCA per a aprovació (alleujant les històries i imatges representades de diverses limitacions), començant pel número 19. Kupperberg va acceptar ajudar a Morrison escrivint personatges que Morrison no volia utilitzar: Celsius i Scott Fischer van morir abans del número 18 - Celsius va morir en una explosió a l'esdeveniment "Invasion!" de DC Comics, i Scott Fischer (experimentant una recurrència de la leucèmia infantil) va ser l'única víctima de superheroi actiu coneguda de la bomba genètica dels Dominators (també a "Invasion!"); Karma havia abandonat l'equip perquè encara era fugitiu de la llei (es va convertir en membre del Suicide Squad i va morir en la seva primera missió amb ells a l'esdeveniment crossover "War of the Gods"); el Negative Spirit va deixar el cos de la Negative Woman; i Lodestone va caure en coma, on romandria durant la primera meitat de l'execució de l'etapa de Morrison. Tempest va abandonar el treball de camp per convertir-se en el metge de l'equip. Per contra, Morrison va agafar un personatge de DP núm. 14, que va ser introduït a l'art a l'última pàgina del núm. 18 per configurar-lo a l'ús de Morrison: Dorothy Spinner és una noia de cara de simi amb poderosos "amics imaginaris". Morrison també va reequipar substancialment Negative Man: Larry Trainor (revelat que estava viu a l'etapa de Kupperburg, com a presoner d'una societat clandestina però ara impotent) es fusiona per la força amb el Negative Spirit (ara una entitat còsmica) i una metgessa negre anomenada Dr. Eleanor Poole, per crear una entitat gestalt multigènere multiracial coneguda com Rebis. El nou escriptor va presentar alguns personatges nous a l'equip, com Crazy Jane, que tenia múltiples personalitats, i el barri sensible Danny the Street.
Morrison va utilitzar el crossover Invasion de DC per reiniciar el llibre. Es van incorporar estranyes societats secretes, elements del dadaisme, el surrealisme i la tècnica de retalls iniciada per William S. Burroughs i Brion Gysin. També es van manllevar les idees de Jorge Luis Borges i Heinrich Hoffmann. El creador original, Arnold Drake, va dir que la de Morrison va ser l'única etapa posterior en reflectir la intenció de la sèrie original.

### Doom Patrolde Rachel Pollack (volum 2, part 3)
Morrison va deixar la sèrie amb el número 63, i Rachel Pollack es va fer càrrec d'escriure la sèrie a partir del número següent. El primer número de Pollack també va ser el primer amb la nova empremta Vertigo de DC Comics (tot i que les edicions comercials de rústica de l'obra de Morrison sí que porten el segell de l'empremta, els números originals no). Els personatges que tornaven a l'etapa de Rachel Pollack incloïen Cliff Steele, Niles Caulder (mantingut amb vida pels nanobots, però reduït a un cap incorpi, generalment guardat en una safata plena de gel) i Dorothy Spinner. L'etapa de Pollack va tenir a Dorothy com a membre principal de l'equip; portava els seus amics imaginaris en la seva ajuda en el combat. En general, l'etapa de Pollack va tractar qüestions com la bretxa generacional, la humanitat, la identitat, els problemes transgènere, la bisexualitat i elements manllevats del judaisme i la càbala en els darrers números. L'àngel Akatriel s'utilitza com a personatge principal en els darrers set números.

### Doom Patrol de John Arcudi (volum 3)
El desembre de 2001, l'escriptor John Arcudi i l'artista Tan Eng Huat van llançar una nova sèrie Doom Patrol. Aquest rellançament no estava sota l'empremta de Vertigo i va tornar el títol a l'univers principal de DC. La sèrie va durar 22 números abans de ser cancel·lada.
L'etapa d'Arcudi va ignorar en gran part les de Morrison i Pollack al principi; Arcudi va afirmar a les entrevistes del moment, que la desconnexió amb la sèrie Vertigo es va deure a que l'editorial de DC va tenir un acord en joc que prohibia als escriptors utilitzar personatges i conceptes de la seva etapa; sobretot Rebis/Negative Man i Crazy Jane. Tanmateix, a causa de la resposta negativa dels fans a l'etapa, Arcudi va poder fer referència a la sèrie Vertigo per explicar què havia passat amb els personatges de l'etapa de Pollack.
L'etapa va comptar amb dos Doom Patrols: una Doom Patrol de gestió corporativa emprada per Thayer Jost per Jost Enterprises amb personatges de DC existents (Metamorpho, Elongated Man, el segon Doctor Light i Beast Boy) i una segona Doom Patrol "oculta", dirigida per Robotman i amb nous personatges: Fast Forward que podia mirar 60 segons cap al futur, Kid Slick que podia quedar totalment sense fricció, Fever que es podia incendiar i Freak que posseïa poders misteriosos d'una entitat patrística a la seva ànima. El posterior Doom Patrol van ser els personatges principals de l'etapa, amb el grup propietat de Jost que es va dissoldre quan Metamorpho va revelar que Robotman havia mort quatre anys abans, la qual cosa fa que el Robotman"impostor" de l'equip desaparegués en el no-res.
La Doom Patrol més tard reconstrueix l'autèntic Robotman una vegada que van recuperar el seu cap i van arribar a un acord que Thayer Jost finançaria el grup sempre que Jost tingués els drets de distribució de la Doom Patrol que va utilitzar per crear una sèrie de televisió de Doom Patrol basada en el equip de l'edat de plata. Al llarg de l'etapa, Fast Forward perd el control dels seus poders quan intenta mirar més enllà dels 60 segons cap al futur i ha de suprimir-los amb medicaments per funcionar mentre Kid Slick i Fever inicien una relació entre ells malgrat aquesta última va provocar accidentalment l'hospitalització del primer amb els seus poders. Més tard es revela que part de l'acord de Robotman amb Jost implica el finançament de Jost per a l'assistència sanitària de Dorothy Spinner, ja que ha estat en coma durant els últims quatre anys, Cliff dedueix que el Robotman"impostor" era un Cliff imaginari que la Dorothy havia manifestat inconscientment.
Els nous personatges d'Arcudi han fet molt poques aparicions posteriors, constituint principalment cameos.

### Doom Patrolde John Byrne (volum 4)
L'agost de 2004, DC va llançar una nova sèrie Doom Patrol després que un nou equip debutés a JLA. John Byrne va escriure i il·lustrar aquesta sèrie, amb tintes de Doug Hazlewood. Presentat com "Together again for the first time" (Junts de nou per primera vegada!), Byrne va reiniciar la sèrie, eliminant tota la continuïtat anterior de Doom Patrol.
La sèrie va debutar com a part d'una història de sis parts que es va presentar a JLA núm. 94–99 com "The Tenth Circle" (El desè cercle), encara que Byrne només va dibuixar aquest arc tal com va ser escrit per Chris Claremont.
Aquest reinici va ser alhora controvertit i de curta durada. A més de l'eliminació de la popular carrera de Morrison (i dels seus personatges) del cànon i l'efecte papallona que va tenir als Teen Titans (que van fer tot el possible per limitar les referències al passat de Beast Boy i van evitar utilitzar la Brotherhood of Evil fins que es va cancel·lar l'etapa de Byrne i Geoff Johns va poder restaurar la tradició anterior), la sèrie va generar controvèrsia sobre una escena on Robotman i Elasti-Girl són enviats enrere en el temps i habiten els seus cossos més joves. Durant el seu temps en el passat, Robotman declara el seu amor per Elasti-Girl. Tanmateix, a causa d'una diferència d'edat entre els dos herois, la Rita queda atrapada en el cos del seu jo de dotze anys quan l'adult Cliff revela els seus sentiments romàntics i la fa un petó. DC va cancel·lar la sèrie de Byrne amb el número 18.

### "Infinite Crisis" i "One Year Later"
L'editorial de DC va utilitzar els esdeveniments de la història de "Infinite Crisis" per restaurar la continuïtat de la Doom Patrol. En escapar de la dimensió paradisíaca que havien habitat des del final de Crisis on Infinite Earths, Superboy-Prime i Alex Luthor van crear ondulacions temporals que es van estendre per la realitat, provocant solapaments en línies de temps paral·leles de certs esdeveniments (Hypertime), com la restauració de Jason Todd a vida.
Dos antics membres dels Teen Titans es van veure alterats dramàticament durant la "Infinite Crisis". Mal Duncan, ara anomenat Vox, i la seva dona (Bumblebee) resideixen ara a la seu del castell de Doom Patrol.
La Doom Patrol apareix més tard a la sèrie The Four Horsemen (2007), amb Caulder al capdavant. Segons Titans (vol. 2) núm. 1, Beast Boy s'havia convertit recentment en el líder de l'equip.
A DC Universe: Decisions, Robotman té un paper secundari mentre que Mento apareix al núm. 4.

### Doom Patrolde Keith Giffen (volum 5)
El 7 de febrer de 2009, es va anunciar a la Comic Con de Nova York que Keith Giffen encapçalaria un rellançament de Doom Patrol, un títol que feia temps que havia dit que volia escriure. A ell s'hi va unir l'artista Matt Clark, que també havia expressat des de feia temps el desig de treballar a l'equip. La nova sèrie es va centrar en els membres principals Elasti-Girl, Negative Man, Robotman i el Chief, mentre que altres membres com Mento, Bumblebee i Vox s'havien de veure més tard. El títol es va llançar amb un serial conjunt de 10 pàgines de Metal Men escrit per J. M. DeMatteis.
En el primer número, Rita pren l'àlies "Elasti-Woman" i, segons l'equip encongit, està "fent de mare" de Bumblebee, que ara fa vuit polzades d'alçada després d'haver-se encongit, convenientment pel seu nom en clau, fins a la mida d'una abella a Infinite Crisis.
La sèrie va ser cancel·lada, a causa d'una disminució de les vendes, amb el núm. 22 el maig de 2011.

### The New 52
El setembre de 2011, The New 52 va reiniciar la continuïtat de DC. En aquesta nova línia de temps, la Doom Patrol s'esmenta breument al núm. 24 de Justice League. Es representa que l'equip és idèntic en aparença al Doom Patrol de Paul Kupperberg de 1977, format per membres Celsius, Joshua Clay i Negative Woman, amb els membres addicionals Karma i Scott Fischer

### Doom Patrolde Gerard Way (volum 6)
Una nova sèrie Doom Patrol escrita per Gerard Way i dibuixada per Nick Derington es va crear com a part de l'empremta Young Animal. El primer número es va publicar el 14 de setembre de 2016. La sèrie ha creat una multitud de personatges originals, així com alguns extrets d'antics equips.

### Infinite Frontier
Després de la cancel·lació de la seva sèrie, Robotman, Elasti-Girl i Negative Man van ser reintroduïts a la continuïtat principal de DC, juntament amb Niles Caulder, al número 1 de Batman/Superman: World's Finest . L'equip va ajudar els superherois titulars a derrotar a Metallo i més tard va realitzar una cirurgia a Superman per curar-lo de l'enverinament per kriptonita vermella.

### Unstoppable Doom Patrol(volum 7)
La sèrie de sis números Unstoppable Doom Patrol de l'escriptor Dennis Culver, l'artista Chris Burnham i el colorista Brian Reber es va llançar el 28 de març de 2023.

## Enemics
Al llarg dels anys, The Doom Patrol ha lluitat contra diversos enemics com el general Zahl, el general Immortus, la Brotherhood of Evil, Mr. Nobody, Garguax, Shrapnel, Red Jack, Vincent Harding, Darren Jones, The Scissor Men, Mutant Master, Black Vulture, The Claw, AVM, etc.

## Altres versions

### Tangent Comics
El 1997, DC va llançar la sèrie de llibres Tangent Comics, construïda sobre la premissa d'un món que es va apartar del corrent principal després dels esdeveniments de la crisi dels míssils de Cuba. La sèrie presentava personatges amb els mateixos noms que els personatges principals de DC, però no estaven relacionats amb ells. La sèrie incloïa un títol únic de Doom Patrol. Aquesta Doom Patrol estava formada per quatre herois: Doomsday, Star Sapphire, Firehawk i Rampage. Els herois van viatjar en el temps des del 2030 fins al 1997 per evitar la destrucció de la Terra. Els llibres de Tangent es van integrar posteriorment al Multiverse (com a Terra-9) com a part dels esdeveniments de Infinite Crisis.

### Just Imagine...
A Just Imagine... de Stan Lee, una versió de la Doom Patrol va aparèixer com a enemics dirigits pel reverend Darrk, ja que tres criminals al corredor de la mort estan sota el control del seu fill Adam més tard contra la JLA. Estaven format pel cap del crim Brock Smith/ Blockbuster, l'assassí en sèrie Lucinda Radama/ Parasite i el criminal Deke Durgan/Deathstroke.

## En altres mitjans

### Televisió

#### Animació
- A la dècada de 1960, a causa de l'èxit de l'espectacle The Superman/Aquaman Hour of Adventure, l'estudi Filmation planejava fer una sèrie d'animació de Doom Patrol, però els plans es van cancel·lar quan CBS va assegurar els drets d'animació de Batman arran de l'èxit de la recent sèrie de televisió d'ABC d'imatge real de Batman.[37][38]
- The Doom Patrol apareix a l'episodi de dues parts de Teen Titans "Homecoming", format per Mento, Negative Man, Robotman i Elasti-Girl. A més, Beast Boy també era membre de l'equip abans de marxar i finalment es va unir als Teen Titans.[39]
- La Doom Patrol original apareix a l'episodi "The Last Patrol!" de Batman: The Brave and the Bold, format pel Chief, Elasti-Girl, Negative Man i Robotman. Aquesta versió de l'equip va funcionar anys abans fins que no van poder salvar un ostatge enmig de la invasió de París del general Zahl i es van dissoldre. En el present, Batman ajuda a la Doom Patrol a sortir del retir quan Zahl forma una aliança amb la resta dels enemics de la Doom Patrol per venjar-se. Mentre Batman derrota a Zahl i la seva aliança, la Doom Patrol es sacrifica per salvar la ciutat de Codsville, els residents de la qual canvien el nom de la seva ciutat a "Four Heroes" en la seva memòria.
- La Doom Patrol original apareix en un segment homònim de DC Nation Shorts, format pel Chief, Elasti-Girl, Negative Man i Robotman.[40]
- La Doom Patrol apareix a Teen Titans Go!, format pel Chief, Robotman, Elasti-Girl i Negative Girl. De manera similar a la sèrie Teen Titans, Beast Boy també va ser membre abans d'unir-se als Teen Titans.[41]
- The Doom Patrol apareix a l'episodi "Nightmare Monkeys" de Young Justice: Outsiders, format pel Chief, Mento, Elasti-Girl, Robotman, Negative Woman i Beast Boy. Aquesta versió de l'equip, excepte Mento, Beast Boy i Robotman, van ser assassinats durant una missió anys abans.

#### Imatge real
- La Doom Patrol original apareix en un episodi homònim de Titans,[42] format pel Chief, Elasti-Woman, Robotman i Negative Man.
- The Doom Patrol apareix en una sèrie de televisió homònima[43] formada pel Chief, Robotman, Negative Man, Elasti-Woman, Jane i Cyborg. A més, una encarnació de l'equip de la dècada de 1950 apareix a l'episodi "Doom Patrol Patrol", formada pel Chief, Mento, Joshua Clay, Arani Desai i Rhea Jones.
  - L'actual Doom Patrol també fa un cameo al crossover de l'Arrowverse "Crisis on Infinite Earths" mitjançant imatges d'arxiu d'una escena suprimida d'un episodi de la primera temporada.[44]

### Pel·lícula
- El 2006, Warner Bros. va contractar Adam Turner per escriure un guió de Doom Patrol.[45] No es va anunciar cap director, repartiment o data d'estrena i el projecte es va cancel·lar més tard.